# Atheta fungi
Atheta fungi es una especie de escarabajo del género Atheta, familia Staphylinidae. Fue descrita científicamente por Gravenhorst en 1806.
Habita en Suecia, Reino Unido, Portugal, Finlandia, Noruega, Austria, Países Bajos, Alemania, Rusia, Francia, Luxemburgo, Estonia, Dinamarca, Bélgica, Polonia, España, Italia, Canadá, Bielorrusia, Suiza, Grecia, Irlanda, Islandia, Letonia, Turquía y los Estados Unidos.